# Tropaeolum polyphyllum
Tropaeolum polyphyllum är en krasseväxtart som beskrevs av Antonio José Cavanilles. Tropaeolum polyphyllum ingår i släktet krassar, och familjen krasseväxter. Inga underarter finns listade i Catalogue of Life.

## Bildgalleri

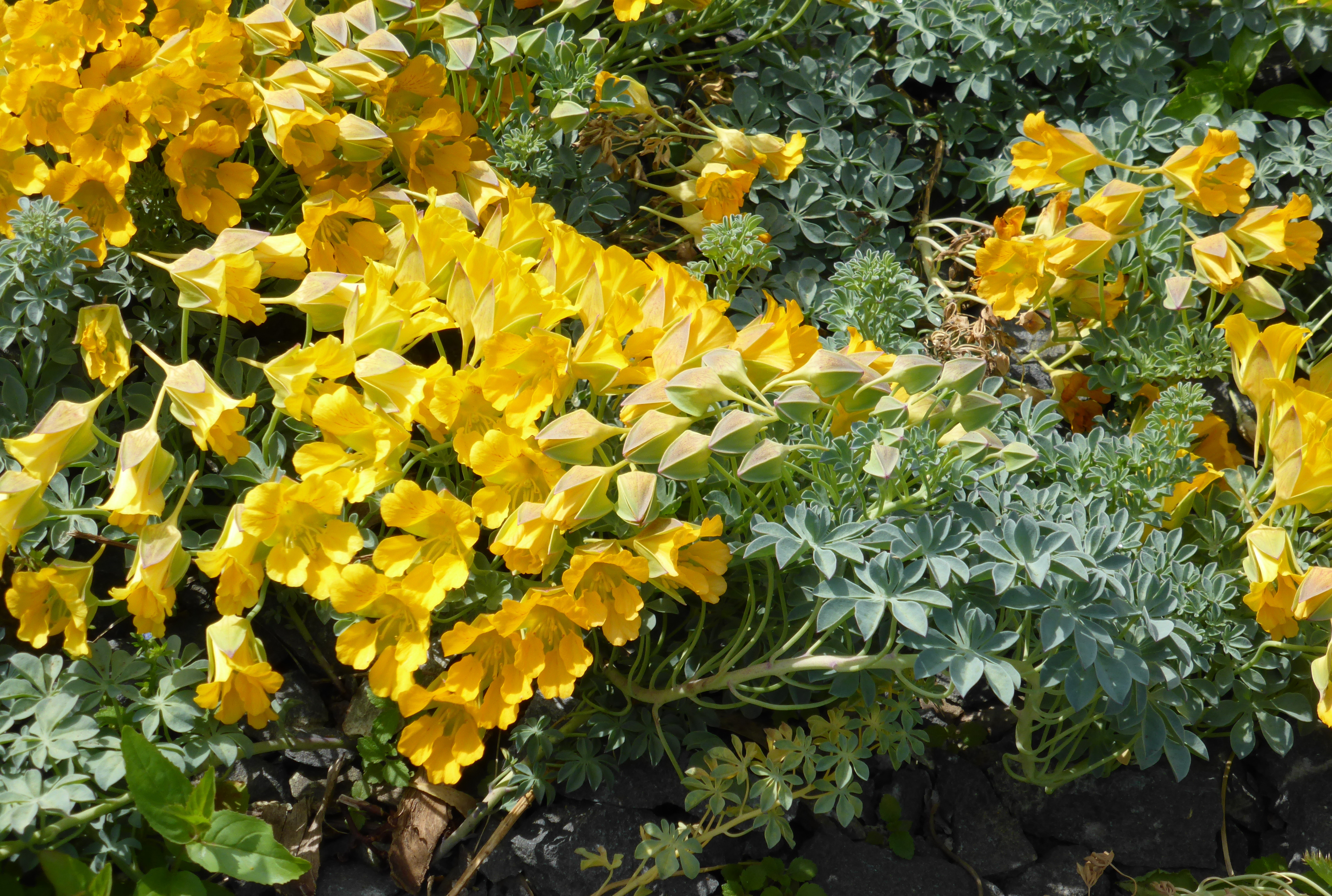